# حسین‌آباد (اشکذر)
حسین‌آباد، روستایی از توابع بخش مرکزی شهرستان اشکذر در استان یزد ایران است.

## جمعیت
این روستا در دهستان رستاق قرار دارد و براساس سرشماری مرکز آمار ایران در سال ۱۳۸۵، جمعیت آن ۸۱ نفر (۲۷خانوار) بوده‌است.